# أليخاندرو ألونسو
أليخاندرو سيزار ألونزو (3 مارس 1982

 في بوينس آيرس) (بالإسبانية: Alejandro César Alonso) لاعب كرة قدم أرجنتيني يلعب حاليا في نادي الدرجة الأولى موناكو الفرنسي منذ 2008 حيث يجيد اللعب في خط الوسط .
لعب ألونزو في أندية هوراكان (2001-2005) وبوردو الفرنسي (2005-2008).
ساهم ألونزو في تتويج نادي بوردو ببطولة كأس الدوري الفرنسي موسم 2001/2002 و2006/2007.